# 微鰭喉盤魚
微鰭喉盤魚，為輻鰭魚綱鱸形目喉盤魚亞目喉盤魚科的其中一種，分布於澳洲雪梨西南部海域，本魚尾鰭圓形，腹鰭特化為吸盤，體色多變化，從綠色，黃色或褐色至暗綠色，背鰭軟條3-5枚，臀鰭軟條4-6枚，體長可達3公分，屬底棲性魚類，生活在海草生長的淺水域。